# Ahmad ibn Said
Ahmad ibn Said (arabisch أحمد بن سعيد, DMG Aḥmad ibn Saʿīd; * 1693 in Adam bei Nizwa; † 15. Dezember 1783 in Rustaq) war Imam Omans (1749–1783) und Begründer der Said-Dynastie.

## Leben
Ahmad wurde in Adam südlich von Nizwa geboren. Während des Bürgerkriegs zwischen den Thronanwärtern der Yaruba-Dynastie war Ahmad Statthalter von Suhar. Er konnte einen Angriff der Perser abwehren und diese aus dem Land vertreiben (1747). Im Jahr 1749 wurde Ahmad zum Imam der Ibaditen in Oman gewählt und begründete die Said-Dynastie. 
Nach der Befriedung des Landes und dem Aufbau einer starken Zentralgewalt konnte Ahmad eine aktive Außenpolitik betreiben. Oman konnte mit seiner Flotte wieder die Golfregion kontrollieren. 1756 unterstützte Ahmad mit der Flotte sogar das von den Persern belagerte Basra im Irak. Oman dehnte seine Macht auch wieder nach Ostafrika aus. Mit Portugal kam es zu einem Abkommen über die Abgrenzung der Interessenssphären in Afrika (1752). Ahmad ibn Said starb 1783 in seiner Residenz Rustaq. Sein Sohn und Nachfolger Said ibn Ahmad (1783–1811) regierte nur kurz, bevor mit Hamad ibn Said (1784–1792) ein Enkel Ahmads die Herrschaft übernahm.

## Abkömmlinge
Ahmad hatte sechs Kinder:
- Said ibn Ahmad: Imam von 1783 bis 1784.
- Qais ibn Ahmad: Wali von Suhar bis 1808.
- Saif ibn Ahmad: Vater von Badr ibn Saif, Iman von Oman von 1804 bis 1806; Onkel und Vormund von Said ibn Sultan
- Muhammad ibn Ahmad
- Talib ibn Ahmad
- Sultan ibn Ahmad: Imam von 1792 bis 1804.